# Canosa di Puglia
Canosa di Puglia (latin Canusium, grekiska Canusion) är en kommun i provinsen Barletta-Andria-Trani, i regionen Apulien. Kommunen hade 29 847 invånare (2017)) och gränsar till kommunerna Andria, Barletta, Cerignola, Lavello, Minervino Murge samt San Ferdinando di Puglia. Canosa har en berömd romersk bro från 100-talet som man med Via Traiana korsar floden Ofanto.
Den här artikeln är helt eller delvis baserad på material från italienskspråkiga Wikipedia, tidigare version.